# Desa Sukatani (administrativ by i Indonesien, Jawa Barat, lat -6,83, long 107,49)
Desa Sukatani är en administrativ by i Indonesien.   Den ligger i provinsen Jawa Barat, i den västra delen av landet, 100 km sydost om huvudstaden Jakarta.